# Вєска (округ Вельки Кртіш)
Вєска (словац. Vieska) — село, громада округу Вельки Кртіш, Банськобистрицький край, центральна Словаччина, регіон Новоград. Кадастрова площа громади — 3,31 км².
Населення 212 осіб (станом на 31 грудня 2017 року).

## Історія
Вєска вперше згадується в 1447 році.

## Населення
| Рік:            | 1994. | 2004.   | 2014.   | 2024.    |
| --------------- | ----- | ------- | ------- | -------- |
| Кількість осіб: | 199   | 208     | 219     | 188      |
| Різниця:        |       | +4,52 % | +5,28 % | -14,15 % |

| Рік:            | 2023. | 2024.   |
| --------------- | ----- | ------- |
| Кількість осіб: | 186   | 188     |
| Різниця:        |       | +1,07 % |